# دوبتشانی
دوبتشانی (به چکی: Dubčany) یک منطقهٔ مسکونی در جمهوری چک است که در ناحیه اولومووتس واقع شده‌است. دوبتشانی ۳٫۴۳ کیلومتر مربع مساحت و ۲۲۵ نفر جمعیت دارد و ۲۴۰ متر بالاتر از سطح دریا واقع شده‌است.